# 基亞德鎮區 (克萊頓縣)
基亞德鎮區（英語：Giard Township）是位於美國愛荷華州克萊頓縣的一個行政鎮區。

## 地方資料
根據2010年美國人口普查的數據，基亞德鎮區的面積為94.62平方千米，當中陸地面積為94.62平方千米，而水域面積為0.00平方千米。當地共有人口463人，而人口密度為每平方千米4.89人。